# Петров Іван Петрович
Іван Петрович Петров (1907, село Волжеци Псковського повіту Псковської губернії, тепер село Волженець Псковського району Псковської області Російської Федерації — ?) — радянський діяч, голова Ленінградського облвиконкому, 1-й секретар Петроградського райкому ВКП(б) міста Ленінграда. Депутат Верховної Ради СРСР 3-го скликання. 

## Біографія
Народився в багатодітній селянській родині. У 1914 році помер батько, Петро Петров. З дитячих років Іван Петров наймитував у заможних селян.
З 1924 року жив у Ленінграді, працював підсобним робітником на фабриці «Канат», в закрійному цеху фабрики «Красное знамя». У 1927 році вступив до комсомолу. З 1927 року навчався у вечірньому робітничому університеті в Ленінграді. Член ВКП(б).
У 1936 році закінчив Ленінградський інститут інженерів цивільного повітряного флоту.
З 1936 року — інженер-конструктор на оборонному заводі в Ленінграді, був секретарем партійного комітету (парткому) заводу. У роки німецько-радянської війни займався відновленням бойових літаків.
З 1945 року працював у науково-дослідному інституті в Ленінграді.
З серпня 1948 року — на керівній партійній роботі в апараті Ленінградського міського комітету ВКП(б).
У листопаді 1949 — червні 1950 року — 1-й секретар Петроградського районного комітету ВКП(б) міста Ленінграда.
Закінчив вечірній університет марксизму-ленінізму в Ленінграді, заочне відділення Вищої партійної школи при ЦК ВКП(б).
3 червня 1950 — вересень 1952 року — голова виконавчого комітету Ленінградської обласної ради депутатів трудящих.
Подальша доля невідома.